# 愛しのナニワ飯
『愛しのナニワ飯』（いとしのナニワめし）は2019年7月6日の16時より17時15分までテレビ東京系全国6局ネット（テレビ東京、テレビ北海道、テレビ愛知、テレビ大阪、テレビせとうち、テレQ）で放送されたテレビドラマ。テレビ番組表では「大阪発ドラマ」、webページ上では「テレビ大阪スペシャルドラマ」となっていた。

## ストーリー
榎本茉里奈は東京の都テレビでドラマADとして働く27歳。仕事の忙しさのせいで彼氏にもフラれてしまい、落ち込む日々であったが、制作に参加した新ドラマが大阪の食をテーマにすることになり、急にロケハンに行くことになった。急なことであったので現地コーディネーターがなかなか捕まらず、やっと捕まえたのが田中一郎。一郎の案内でロケハンを行う茉里奈であったが、新幹線の終列車を逃してしまい、一郎の家に泊めてもらうことに。一郎には離婚した妻との間に二十歳の娘がおり、その娘がアメリカ人の調理師と結婚すると言い出し…

## 出演
- 榎本茉里奈（27） - 板野友美 東京のテレビ局で働くドラマAD。
- 田中一郎（50） - 甲本雅裕 大阪ロケコーディネーター。
- 千鶴（20） - 森口幸音 - 一郎の娘。
- ジェファーソン - 和泉大輔 - 千鶴と付き合っている。アメリカ人の調理師。

- 小柴プロデューサー - 田村ツトム
- 高砂監督 - 中村正

## スタッフ
- 脚本・監督 - 有働佳史
- プロデューサー - 德岡敦朗（テレビ大阪）
- 制作著作 - テレビ大阪